# Heroes' Acre (Afrique du Sud)
Pour les articles homonymes, voir Heroes' Acre.
Heroes' Acre (le carré des héros en français ou die Helde Akker en afrikaans) est une section centrale du cimetière historique de Pretoria en Afrique du Sud. Situé sur la section ouest de l'ancienne church street, à l'angle de D.F. Malan Drive, ce cimetière fut créé en 1867. Il accueille au sein de ce carré la dépouille de plusieurs personnalités publiques historiques liées à l'histoire du Transvaal, de la guerre des Boers ou de l'Afrique du Sud.
Heroes' Acre est un site inscrit au patrimoine national d'Afrique du Sud.

## Personnalités historiques enterrées dans le carré

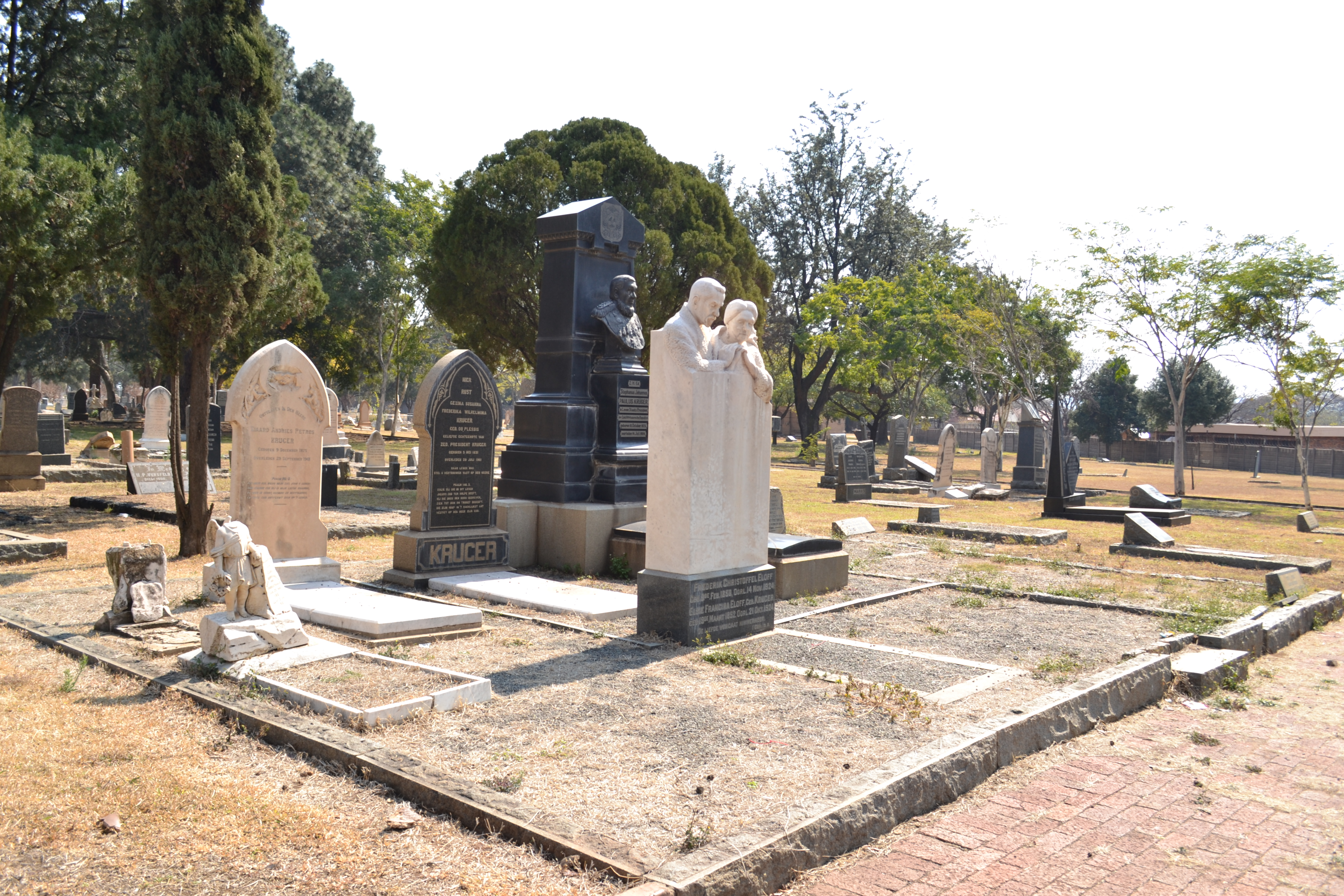
Parcelle du carré où reposent Paul Kruger et sa famille.

- Andries Pretorius – chef voortrekker dont les restes furent transférées en 1891 dans le carré
- Willem Cornelis Janse van Rensburg – 2nd Président de la république sud-africaine du Transvaal
- Thomas François Burgers – Président de la république sud-africaine du Transvaal
- Paul Kruger – Président de la république sud-africaine du Transvaal
- Breaker Morant – poète et soldat anglo-australien
- Eugène Marais – poète et écrivain afrikaner
- Louis Botha – général boer et 1er premier ministre d'Afrique du Sud
- Johannes Gerhardus Strijdom – 6e premier ministre,
- Ernest George Jansen – 2nd gouverneur général de l'Union de l'Afrique du Sud
- Hendrik Verwoerd – 7e premier ministre, principal théoricien de l'apartheid et initiateur de la république sud-africaine
- Andries Treurnicht, homme politique et fondateur du parti conservateur d'Afrique du Sud.